# Faryab
Faryab ou Fâryâb est une province du nord de l'Afghanistan, à la frontière du Turkménistan, dont la capitale est Maïmana.

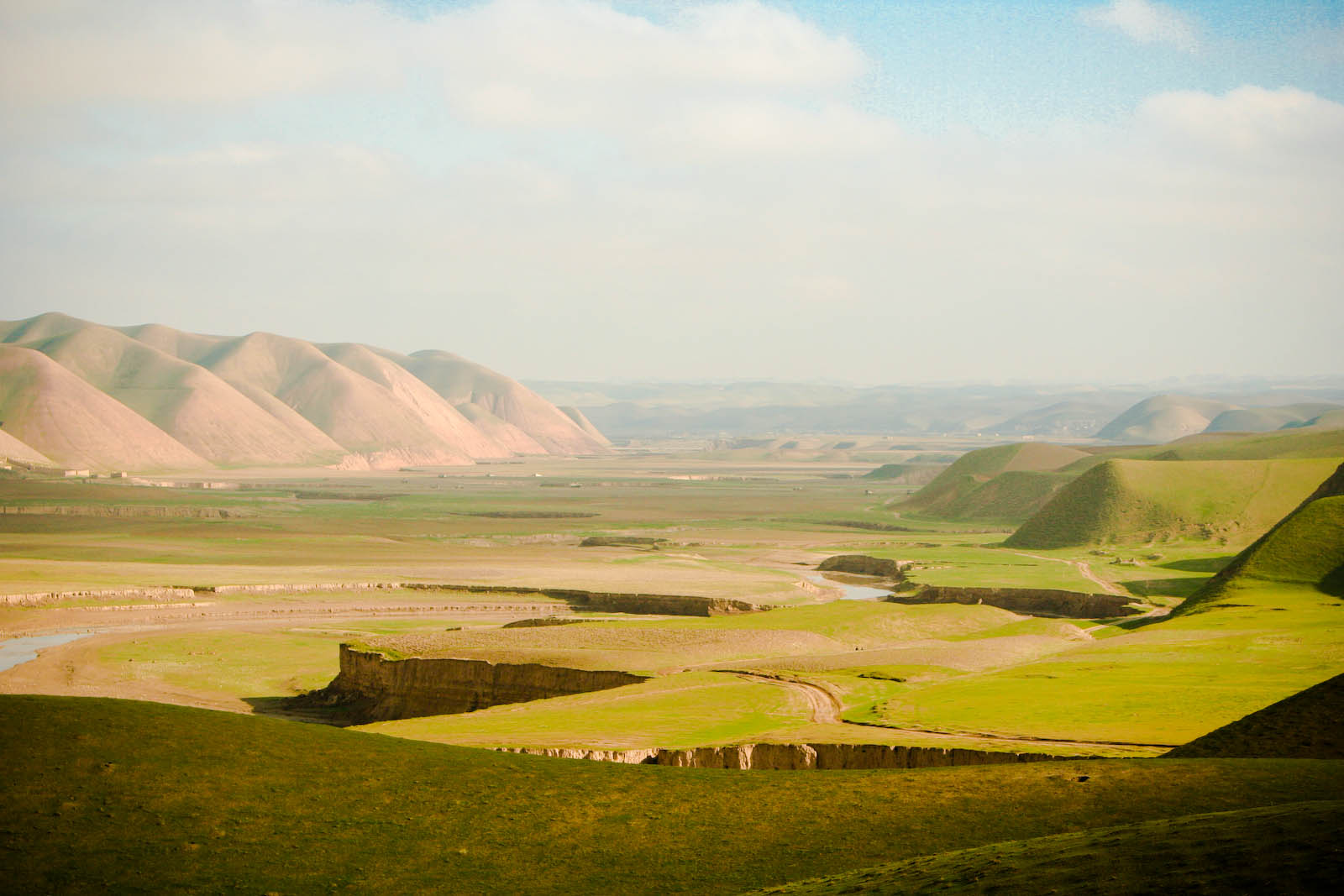
Montagnes et rivières de la province de Faryab